# Tisaniba
Tisaniba es un género de arañas de la familia Salticidae.

## Especies
- Tisaniba berau Logunov, 2020
- Tisaniba dik Zhang & Maddison, 2014
- Tisaniba inusitata Logunov, 2020
- Tisaniba ligoforma Logunov, 2020
- Tisaniba loebli Logunov, 2020
- Tisaniba mayang Logunov, 2020
- Tisaniba mulu Zhang & Maddison, 2014
- Tisaniba nitida Logunov, 2020
- Tisaniba rimbo Logunov, 2020
- Tisaniba schwendingeri Logunov, 2020
- Tisaniba selan Zhang & Maddison, 2014
- Tisaniba tioman Logunov, 2020